# Gump Roast
"Gump Roast" är avsnitt 17 från säsong 13 av Simpsons och sändes på Fox i USA den 21 april 2002. I avsnittet blir Homer rostad och de visar klipp från gamla avsnitt. Avsnittet regisserades av Mark Kirkland och skrevs av röstskådespelaren Dan Castellaneta och hans fru Deb Lacusta. Avsnittet är den femte och var i februari 2013 den senaste klipp-avsnittet. Avsnittet har främst fått negativa recensioner. Alec Baldwin, Ed Asner, Elizabeth Taylor, Elton John, Joe Namath, Kim Basinger, Lucy Lawless, N'Sync, Stephen Hawking, Ron Howard och U2 gästskådespelar i klippen från tidigare avsnitt. Alla utom Taylor som gör rösten till Maggie Simpson spelar sig själva.

## Handling
Homer Simpson sitter på en parkbänk och äter choklad när Clancy Wiggum tänker arrestera honom för att han härmar en filmkaraktär vilket inte är tillåtet i Springfield. Homer erbjuder då Clancy att smaka av chokladen medan han börjar berätta sin livshistoria. Familjen möter honom sen i parken och tar honom till en klubb där han ska roastas av invånarna i Springfield. På roastningen visar de flera klipp för publiken från Homers liv. Under roastingen blir de invaderade av Kang & Kodos och visar för publiken klipp med Homer som förklarar att människorna är dumma och tänker förstöra planeten. Lisa låter dem då se klipp med Maggie vilket får dem att börja kräkas för att klippen visat dem ännu mera varför de ska förstöra planeten. Maggie börjar då minnas kändisarna de träffat och Kang och Kodos inser att flera av deras idoler bor på jorden och låter bli att förstöra den mot att de blir hedersgäster på prisutdelningar så att de kan träffa kändisarna. 

### Klipp
| Avsnitt                                | Säsong | Del                                                                  |
| -------------------------------------- | ------ | -------------------------------------------------------------------- |
| Homer the Heretic                      | 4      | Homer drömmer om att vara i livmodern.                               |
| Homer Simpson in: "Kidney Trouble"     | 10     | Homer är ett barn och pappa läser en bok                             |
| The Way We Was                         | 2      | Homer mötte Marge i High School                                      |
| Take My Wife, Sleaze                   | 11     | Homer och Marge besöker Greasers Cafe                                |
| Natural Born Kissers                   | 9      | Homer och Marge är nakna på stan                                     |
| Bart Gets an Elephant                  | 5      | Bart får en elefant                                                  |
| The City of New York vs. Homer Simpson | 9      | Homer kör sin bil på gatorna i New York                              |
| Faith Off                              | 11     | Homer kör bil med en hink på huvudet                                 |
| Dumbbell Indemnity                     | 9      | Homer försöker köra ner en bil i vattnet                             |
| Grift of the Magi                      | 11     | Bart och Lisa sjunger julsånger medan Homer stjäl grannars presenter |
| Brush With Greatness                   | 2      | Bart och Lisa försöker få Homer att ta dem till Mt. Splashmore.      |
| Thirty Minutes over Tokyo              | 10     | Familjen kollar på Battling Seizure Robots.                          |
| Flera avsnittet                        | 10-12  | Homer sjunger                                                        |
| Homer to the Max                       | 10     | Homers arbetskamrater väntar på han gör något korkat                 |
| Mountain of Madness                    | 8      | Det är brandövning på Springfields kärnkraftverk                     |
| Little Big Mom                         | 11     | Homer åker skidor                                                    |
| When You Dish Upon a Star              | 10     | Homer åker sailing                                                   |
| Mom and Pop Art                        | 10     | Homer försöker bygga en grill                                        |
| Flera avsnitt                          | 3-13   | Homer stryper Bart                                                   |
| Children of a Lesser Clod              | 12     | Homer jagar Bart                                                     |
| Home Sweet Homediddly-Dum-Doodily      | 7      | Maggie tänker flytta in till familjen Flanders innan hon ser Marge   |
| Lisa's First Word                      | 4      | Maggie säger sitt första ord                                         |
| Flera avsnitt                          | 9-12   | Gästskådespelare som spelar sig själva                               |

## Produktion
"Gump Roast" skrevs av röstskådespelaren Dan Castellaneta med hans fru Deb Lacusta. Mark Kirkland är regissör för avsnittet. Idén kom från Castellaneta när han hade löneförhandlingarna och han pratade om Forrest Gump med sin fru. Efter löneförhandlingarna var klara presenterade Castellaneta och Lacusta manuset för Al Jean, som gillade den. I avsnittet ser man en scen från ett tidigare avsnitt då Homer åker ner för en klippa, det är det mest använda klippet i serien. Avsnittet räknas som ett icke-kanon avsnitt eftersom det var ett klippavsnitt och de hade med Kang och Kodos. Efter avsnittet har inga klippavsnitt gjorts utan istället har man gjort avsnitt med berättelser. I slutet spelas låten "They'll Never Stop The Simpsons" som skrevs av Matt Selman och sjungs av Castellaneta. Låten finns på albumet The Simpsons: Testify och är en parodi på “We Didn't Start the Fire”. Parodilåten var från början lika lång som riktiga låten men fick klippas ner. Under 2011 skrevs en ny text till låten då serien förlängde sitt kontrakt med två säsonger. Där även Castellaneta sjöng låten.

## Kulturella referenser
Då Homer sitter på bänken är det en referens till Forrest Gump. Homer refererar på roastingen till Hemligheter och lögner.  Ned Flanders och Pastor Lovejoy gör i avsnitt en parodi på Smothers Brothers. Dr. Hibbert är utklädd till Darth Vader då han blev arresterad.

## Mottagande
Avsnittet fick 12,2 miljoner tittare och hamnade på plats 16 över mest sedda program under dagen och det mest sedda på Fox.
Ron Martin på 411Mania och Adam Rayner på Obsessed with Film kallade avsnittet för lamt och Rayner även som fuskande. Andre Dellamorte på Collider beskrev avsnittet som att den gör ett mycket dåligt jobb för att motivera dess existens. Jennifer Malkowski på DVD Verdict har kallat avsnittet för svag och den inte är riktigt vettig, och speciellt den sista delen är dålig. Nate Boss på Project-Blu anser att handlingen inte har någon mening och hela avsnittet är lamt. James Greene på Nerve.com har placerat avsnittet på tredje plats över avsnitt som är dåliga med tanke på att 2002 borde Simpsons ge Fox så mycket pengar att de inte behöver snåla med att göra ett klippavsnitt. Fler av recensenterna har kallat avsnittet  för det värsta under säsongen. Colin Jacobson på DVD Movie Guide anser att även om avsnittet är en billig ursäkt för ett nytt avsnitt ger scenerna de visar skratt trots att man sett dem. Malkowski kallar sången i slutet för det bästa i avsnittet.